# 峠MAX2
『峠MAX2』（とうげマックス2）は、1998年9月17日に株式会社アトラスから発売されたプレイステーション用のカーレースゲーム。峠MAXシリーズの2作目。

## 概要
峠を舞台にしたカーレースで様々なバリエーションの車を操り、最速を目指す。モードとしては、コンピュータが操る1台の車と勝負をする「KING BATTLE」、タイムの記録に挑戦する「TIME ATTACK」、2Pと対戦できる「2PLAYERS」、「STORY」、土屋圭市監修のドラテクの基礎が学べる「SCHOOL」などのモードが用意されている。

## 舞台
隠しコースを含め、全部で10つのコースが存在する。なお、“School Zone”はタイムアタックのみで使用可能。
- Skyline - 鹿児島・指宿スカイライン
- Night Cruse - 東京・首都高速都心環状線（外回り）
- Big Bridge - 徳島・大鳴門橋付近
- Double Ring
- Tight Down - 群馬・榛名山
- Mt.Snow - 山形・蔵王山
- Rock Island - フランス
- Dirt Way
- Short Circuit - 茨城・筑波サーキット
- School Zone - 自動車教習所

## 登場車種
このゲームに収録されている車は実在するものをモデルにしており、車両の正式名称やメーカー名は表記されていない。本作から前作に登場しなかったFF車両が登場。またワゴン車や軽自動車、自動車とは関係のない動物の羊まで、個性が強い車両が収録されている。また車の内部が外から見え、運転手がハンドルやシフトノブを操作したり、サイドブレーキをひく様子が分かる。本作は各車両に決められた人物（男性または女性）が運転する。
太字で表記されている車は、特定の条件を満たすことで出現する「隠しカー」である。
LIGHT
- FR.TREN - スプリンタートレノ AE86 3ドア前期型
- FF.CIVI - シビック EG6
- FR.ROAD - ユーノスロードスター NA8C
- MR.AMR2 - MR2 AW11
- FR.LEVI - カローラレビン AE86 2ドア後期型
- FF.STAR - スターレット GT EP82
- FF.CXR - CR-X EF8
- FF.PRIM - プリメーラ P10

MIDDLE
- FR.SILV - シルビア S13
- FR.180 - 180SX RPS13 後期型
- FR.FC7 - RX-7 FC3S
- MR.SMR2 - MR2 SW20
- FR.LAUR - ローレル HC33
- FF.INTG - インテグラ Type-R DC2
- FR.14S - シルビア S14 後期型
- FF.FOT - FTO DE3A

HI POWER
- 4WD.32R - スカイラインGT-R BNR32
- FR.SUPR - スープラ JZA80
- FR.FD7 - RX-7 FD3S
- FR.32Z - フェアレディZ Z32
- 4WD.33R - スカイラインGT-R BCNR33
- 4WD.GOT - GTO Z16A 中期型
- FR.CHES - チェイサー JZX100
- MR.NXS - NSX NA1

EXTRA
- RR.P911 - 964ターボ
- FR.COVET - コルベット C5
- FR.BM3 - BMW・M3 E36 2ドア
- MR.GT390 - R390（1998年モデル）
- MR.F-CAR - フォーミュラカー
- FR.BAKYU - エルフ（5代目）・バキュームカー

MINI
- 4WD.VIVI - ヴィヴィオ RX-R KK4
- FF.ALT - アルトワークス RS/R CP21S
- FR.CAPU - カプチーノ EA11R
- FF.WAGO - ワゴンR CT51S 1+2ドア
- MR.BIET - ビート PP1
- FF.MIZE2 - ミゼットII

RALLY
- 4WD.PULS - パルサー GTI-R RNN14
- 4WD.ESCO - エスコートRSコスワース
- 4WD.LAN - ランサーエボリューションIV GSR CN9A
- 4WD.IMP - インプレッサ 22B-STi Version GC8
- 4WD.CARO - カローラWRC

WAGON
- 4WD.LEGA - レガシィ ツーリングワゴン BG5
- FF.AKODO - アコードワゴン CE1
- FR.MAKU2 - マークIIワゴン X70
- 4WD.STAG - ステージア 260RS WGNC34
- 4WD.SVR4 - レグナム スーパーVR-4 EC5W

OLD CAR
- FR.STAR6 - スターレット KP61
- FR.DR30 - スカイライン DR30 前期型
- FR.SA7 - サバンナRX-7 SA22C
- FR.JEMIN - ジェミニ PF50
- FF.CMINI - ミニクーパー Mk-II
- RR.F1500 - 500（2代目）

SPECIAL
- MR.NXS.T - NSX NA1（土屋圭市仕様）
- FR.SIL18 - シルエイティ RPS13 中期型
- 4LD.SHEP - 羊

動物の羊そのものであり、アクセルボタンを連打して走る。壁にぶつかると鳴き声を出す。
- 6WD.TY87 - 87式偵察警戒車

砲塔を自由に回転させる事が出来る。
- MR.PIZZA - 宅配バイク
- 4WD.SHVL - 4輪ショベルカー
-  ???.TORO - トロッコ

この車両のみ自動で加速する。後部座席にはストーリーに登場する聖奈が搭乗している。
- 4WD.ROBO - 4輪ロボットカー

車両の加速に合わせて腕が回転する。

## ストーリーモードと登場人物
本作のストーリーモードはミニゲームの様な内容であり、主人公が愛車に乗るのも1話のみだけという、走り屋のカーバトル要素が全くない内容となっている。ただし、難易度は歴代の中ではかなり難しい方に入る。
橘 英介
- 車種:FR.14S

主人公。峠MAXシリーズの主人公の中で唯一名前が固定で素顔も目元が隠される事なく描かれている。
19歳の大学生で、大学生活と走り屋活動の傍らピザ屋でアルバイトをしている。ホームコースはTight Downだが、走り屋としてのドライビングテクニックに関しては詳細が語られていないのでどの程度か不明。やや頼りない性格で周りに振り回されやすいが、選択肢次第では周りを唖然とさせる発言をする事もある。
愛車のFR.14Sはストーリーモード内では4話にて暴走した4WD.ROBOを体当たりで止める時しかプレイヤーは操作出来ず、5話では怪獣迎撃の為に出動していた自衛隊に乗り逃げされてしまうなど扱いが悪い。英介のFR.14Sがまともに走行していたのはストーリーモードのエンディングムービーのみである。
聖奈
英介の通う大学の後輩で、英介のアルバイト先であるピザ屋の店長は彼女の父親。彼女の存在が英介がアルバイトを続けられるモチベーションになっている。活発的な性格で英介を振り回す事もあるが、英介の発言に呆れる場面も。
英介に好意を寄せており、グッドエンディングでは英介との恋が実る。
店長
ピザ屋の店長で聖奈の父。従業員が事故で仕事を休む事になっても笑って済ませるなど、ノリの良い性格（見舞いには行っている）。
職員A
- 車種:FR.BAKYU

Tight Downの市街地側にある汚水処理場に勤務する男。ひどい腹痛で運転が不可能になり、峠を攻め終え山頂で休憩していた英介にバキュームカーの代行運転を懇願する。
職員B
腹痛になった男の同僚。無事に汚水処理場まで辿り着くと英介にハンバーグをご馳走してくれる（断る事も可能）。
博士
- 車種:4WD.ROBO

怪しい雰囲気の博士。アルバイトを終えヤブスキ公園に来た英介と聖奈の前に現れ、自身が制作した4WD.ROBOがテスト中に暴走してしまい、それを車の体当たりで止めて欲しいと英介に頼み込む。
暴走を止めるのに成功すると、その際に傷ついたFR.14Sのボディを修復すると提案し英介達に実はいい人であったと思わせたが、同時にモンスターマシンに改造する事も提案して二人に前言撤回され当たり障りのない言葉で断られた。
婆さん
ヤブスキ公園での一件を終え聖奈のお勧めで来たレストランの前にいた老婆。二人がレストランの前に停まっていた6WD.TY87に気をとられている間にFR.14Sが自衛隊に乗り逃げされた事を伝え、6WD.TY87を置いて逃げ出した自衛隊の代わりに港に現れた怪獣を迎撃するよう英介に告げる。